# Kontrolori letenja
Kontrolori letenja imaju zadatak kontrole zračnog prometa. Brinu se za siguran, tekući i ekonomski korektan promet zrakoplova. 
Kontrolori letenja su odgovorni za zračni promet zrakoplova na određenom zračnom prostoru.

## Vanjske poveznice
- FFZG, zanimanja